# North Strathfield, New South Wales
North Strathfield este o suburbie în Sydney, Australia.